# Blastobasis sciaphilella
Blastobasis sciaphilella é uma espécie de mariposa do gênero Blastobasis pertencente à família Coleophoridae.